# Primera División de Islas Feroe 2020
La Primera División de Islas Feroe 2020 (conocida como Betri deildin menn por razones de patrocinio) fue la edición número 78 de la Primera División de las Islas Feroe.
La temporada estaba programada para comenzar el 8 de marzo y luego se pospuso hasta el 15 de marzo debido al brote de coronavirus en las Islas Feroe. La temporada comenzó el 9 de mayo y finalizó el 7 de noviembre de 2020. Esto se decidió después de que no se hubiera informado ningún caso de COVID-19 en las Islas Feroe del 6 de abril al 18 de abril. Nadie murió de COVID-19 en las Islas Feroe hasta el 22 de abril de 2020.
El Norwegian TV2 transmitió  partidos de las primeras 12 rondas.
HB ganó el 24° título de liga de su historia.

## Sistema de competición
Los 10 equipos participantes jugaron entre sí todos contra todos tres veces totalizando 27 partidos por cada equipo. Al final de la temporada el primer clasificado garantizó un cupo para la Liga de Campeones 2021-22, mientras que el segundo y tercero clasificado garantizó un cupo para la Liga de Conferencia Europa de la UEFA 2021-22. Por otro lado solamente el último clasificado descendió a la 1. deild 2021, ya que los equipos de reserva no pueden ascender a la Primera División de Islas Feroe 2021 y se ubicaron entre los 2 mejores de la 1. deild 2020.
Un tercer cupo para la Liga de Conferencia Europa de la UEFA 2021-22 fue asignado al campeón de la Copa de Islas Feroe.

## Equipos participantes
| Equipo          | Ciudad       | Estadio              | Capacidad |
| --------------- | ------------ | -------------------- | --------- |
| Argja Bóltfelag | Argir        | Argir Stadium        | 2.000     |
| B36             | Tórshavn     | Gundadalur           | 5.000     |
| EB/Streymur     | Streymnes    | Við Margáir          | 2.000     |
| HB              | Tórshavn     | Gundadalur           | 5.000     |
| ÍF              | Fuglafjørður | Fuglafjørður Stadium | 3.000     |
| KÍ              | Klaksvík     | Við Djúpumýrar       | 4.000     |
| NSÍ             | Runavík      | Runavík Stadium      | 2.000     |
| Skála           | Skála        | Skála Stadium        | 1.500     |
| TB              | Tvøroyri     | Við Stórá Stadium    | 4.000     |
| Vikingur        | Norðragøta   | Sarpugerði           | 3.000     |

### Ascensos y descensos
| Pos.    | Ascendidos de 1. Deild 2019 |
| ------- | --------------------------- |
| No hubo |                             |

| Pos.    | Descendidos de Primera División 2019 |
| ------- | ------------------------------------ |
| No hubo |                                      |

## Tabla de posiciones
| Pos. | Equipo          | Pts. | PJ | G  | E | P  | GF | GC | Dif. | Clasificación 2021–22                          |
| ---- | --------------- | ---- | -- | -- | - | -- | -- | -- | ---- | ---------------------------------------------- |
| 1    | HB (C)          | 69   | 27 | 22 | 3 | 2  | 81 | 23 | +58  | Ronda Preliminar de la Liga de Campeones       |
| 2    | NSÍ             | 63   | 27 | 20 | 3 | 4  | 58 | 26 | +32  | Primera Ronda de la Liga de Conferencia Europa |
| 3    | KÍ              | 62   | 27 | 19 | 5 | 3  | 72 | 25 | +47  | Primera Ronda de la Liga de Conferencia Europa |
| 4    | B36             | 59   | 27 | 19 | 2 | 6  | 77 | 37 | +40  |                                                |
| 5    | Víkingur        | 47   | 27 | 15 | 2 | 10 | 55 | 44 | +11  |                                                |
| 6    | ÍF              | 26   | 27 | 7  | 5 | 15 | 34 | 59 | −25  |                                                |
| 7    | EB/Streymur     | 24   | 27 | 7  | 3 | 17 | 26 | 65 | −39  |                                                |
| 8    | TB              | 18   | 27 | 4  | 6 | 17 | 20 | 42 | −22  |                                                |
| 9    | Argja Bóltfelag | 10   | 27 | 1  | 7 | 19 | 21 | 73 | −52  | Promoción por la permanencia                   |
| 10   | Skála           | 7    | 27 | 1  | 4 | 22 | 22 | 72 | −50  | Descenso a la 1. deild 2021                    |

Actualizado a los partidos jugados el 7 de noviembre de 2020.
 Fuente: Soccerway

## Tabla de resultados cruzados
| Local \ Visitante | AB   | B36 | EBS | HB  | ÍF  | KÍ  | NSÍ | SKÁ | TB  | VÍK |
| ----------------- | ---- | --- | --- | --- | --- | --- | --- | --- | --- | --- |
| Argja Bóltfelag   | —    | 0–4 | 1–1 | 0–5 | 2–2 | 0–6 | 2–3 | 1–1 | 0–0 | 0–0 |
| B36               | 3–0  | —   | 4–1 | 2–4 | 2–0 | 6–2 | 1–1 | 6–2 | 4–1 | 4–2 |
| EB/Streymur       | 3–1  | 0–3 | —   | 0–2 | 1–0 | 0–7 | 0–3 | 1–0 | 2–0 | 0–2 |
| HB                | 11–0 | 2–0 | 1–0 | —   | 4–2 | 3–3 | 2–0 | 3–0 | 4–1 | 3–0 |
| ÍF                | 4–2  | 0–3 | 2–1 | 1–2 | —   | 1–4 | 0–1 | 3–0 | 1–0 | 1–2 |
| KÍ                | 2–0  | 0–2 | 3–0 | 2–1 | 6–0 | —   | 1–1 | 3–0 | 2–1 | 4–1 |
| NSÍ               | 3–0  | 4–2 | 1–0 | 2–0 | 5–0 | 0–2 | —   | 1–0 | 3–1 | 1–2 |
| Skála             | 1–1  | 1–3 | 1–3 | 1–3 | 1–2 | 0–6 | 0–4 | —   | 0–2 | 0–4 |
| TB                | 1–1  | 1–3 | 0–1 | 0–1 | 0–0 | 1–2 | 0–1 | 1–0 | —   | 1–2 |
| Víkingur Gøta     | 2–1  | 4–2 | 6–0 | 1–3 | 1–2 | 1–2 | 1–0 | 5–2 | 0–0 | —   |

| Local \ Visitante | AB  | B36 | EBS | HB  | ÍF  | KÍ  | NSÍ | SKÁ | TB  | VÍK |
| ----------------- | --- | --- | --- | --- | --- | --- | --- | --- | --- | --- |
| Argja Bóltfelag   | —   | —   | 4–0 | 2–3 | —   | —   | 1–2 | —   | 0–3 | —   |
| B36               | 3–0 | —   | —   | 1–2 | —   | —   | 3–4 | —   | 2–0 | —   |
| EB/Streymur       | —   | 2–6 | —   | 1–5 | —   | —   | —   | 1–1 | 3–2 | 2–3 |
| HB                | —   | —   | —   | —   | —   | —   | 2–2 | 3–0 | 4–0 | 4–0 |
| ÍF                | 1–0 | 1–2 | 1–1 | 1–3 | —   | —   | 2–3 | —   | —   | —   |
| KÍ                | 3–1 | 1–2 | 2–1 | 1–1 | 4–1 | —   | —   | —   | —   | —   |
| NSÍ               | —   | —   | 4–1 | —   | 1–0 | —   | —   | 4–1 | —   | 3–2 |
| Skála             | 2–0 | 1–2 | —   | —   | 4–4 | 0–1 | —   | —   | —   | —   |
| TB                | —   | —   | —   | —   | 1–1 | 0–0 | 0–1 | 3–2 | —   | 0–2 |
| Víkingur Gøta     | 4–1 | 1–3 | —   | —   | 4–1 | 1–3 | —   | 2–1 | —   | —   |

## Promoción por la permanencia
AB, noveno clasificado de la Primera División, se enfrentó al B68 Toftir, cuarto clasificado de la 1. deild, por un lugar en la Primera División 2021.
B68 ascendió a la Primera División 2021 tras derrotar 3-2 en la prórroga al AB, que descendió a la 1. deild 2021.
| 29 de noviembre de 2020, 19:00 | AB                                  | 2:3 (0:1, 1:2) (t. s.) | B68                         | Tórsvøllur, Tórshavn                                   |                                                        |
|                                | - Nielsen 76' - Van Der Heyden 110' | Reporte                | - 35' 103' 117' Benjaminsen | Asistencia: 500 espectadores Árbitro(s): Petur Reinert | Asistencia: 500 espectadores Árbitro(s): Petur Reinert |

## Goleadores
- Actualizado el 7 de noviembre de 2020

| Pos. | Jugador            | Club            | Goles |
| ---- | ------------------ | --------------- | ----- |
| 1    | Uros Stojanov      | ÍF Fuglafjørður | 17    |
| 1    | Klæmint Olsen      | NSÍ Runavík     | 17    |
| 3    | Petur Knudsen      | NSÍ Runavík     | 16    |
| 4    | Jóannes Bjartalíð  | KÍ Klaksvík     | 15    |
| 5    | Mikkel Dahl        | HB Tórshavn     | 14    |
| 6    | Finnur Justinussen | Víkingur        | 13    |
| 6    | Sebastian Pingel   | B36             | 13    |